# Federação de Voleibol do Burundi
A Federação de Voleibol do Burundi  (em francêsːFédération Burundaise de Volleyball, FBV) é  uma organização fundada em 1991 que governa a pratica de voleibol em Burundi, sendo membro da Federação Internacional de Voleibol e da Confederação Africana de Voleibol, a entidade é responsável por  organizar  os campeonatos nacionais de  voleibol masculino e feminino no país.